# Cyperus flavoculmis
Cyperus flavoculmis là loài thực vật có hoa trong họ Cói. Loài này được Lye mô tả khoa học đầu tiên năm 1983.